# Egmont Cycling Race
L'Egmont Cycling Race, fins al 2019 coneguda com a Gran Premi de la vila de Zottegem (en neerlandès Grote Prijs Stad Zottegem) és una cursa ciclista belga d'un sol dia que es disputa a Zottegem, a la província de Flandes Oriental. La primera edició es disputà el 1934 i excepte el 1940 i 1944, per culpa de la Segona Guerra Mundial, i el 2020, per culpa de la pandèmia de Covid-19, s'ha disputat sempre fins avui. Des del 2005 forma part de l'UCI Europe Tour, amb una categoria 1.1.

## Palmarès
| Any              | Vencedor               | Segon                 | Tercer                    |         |
| ---------------- | ---------------------- | --------------------- | ------------------------- | ------- |
| 1934             | André Verlinden        | Frans Bonduel         | Jérôme France             |         |
| 1935             | Michel Buyck           | Jozef Loopmans        | Léopold Roosemont         |         |
| 1936             | Petrus Van Theemsche   | André Defoort         | Jan-Jozef Horemans        |         |
| 1937             | Sylvain Grysolle       | Albert Beirnaert      | Gaston Denys              |         |
| 1938             | Lode Janssens          | Louis Hardiquest      | Adolf Braeckeveldt        |         |
| 1939             | Marcel Kint            | Jef Moerenhout        | Georges Christiaens       |         |
| 1940 No disputat |                        |                       |                           |         |
| 1941             | Georges Claes          | Sylvain Grysolle      | Albéric Schotte           |         |
| 1942             | Albert Ritserveldt     | Emiel Faingnaert      | Sylvain Grysolle          |         |
| 1943             | Prosper Depredomme     | Robert Van Eenaeme    | Jan Van Steen             |         |
| 1944 No disputat |                        |                       |                           |         |
| 1945             | Karel De Baere         | Roger Gyselinck       | Camille Beeckman          |         |
| 1946             | Michel Van Elsué       | Georges D'Haese       | Omer Thys                 |         |
| 1947             | Michel Remue           | Jozef Van Der Helst   | Marcel Boumon             |         |
| 1948             | Emiel Van der Veken    | Jean Lesage           | Pino Cerami               |         |
| 1949             | Maurice Blomme         | Jan Storms            | Odiel Van Den Meersschaut |         |
| 1950             | Maurice Blomme         | Albert Wauters        | Albert Van Herzele        |         |
| 1951             | Maurice Blomme         | Edward Van Dyck       | Henri Van Kerckhove       |         |
| 1952             | Leopold Schaeken       | Frans De Prycker      | Pino Cerami               |         |
| 1953             | Léon De Lathouwer      | Désiré Keteleer       | Pino Cerami               |         |
| 1954             | Gilbert Desmet         | Karel De Baere        | Gilbert Van de Wiele      |         |
| 1955             | André Auquier          | Léon De Lathouwer     | Pino Cerami               |         |
| 1956             | Lucien Mathys          | Maurice Meuleman      | Jean Bellemans            |         |
| 1957             | Willy Schroeders       | Léon De Lathouwer     | Gentil Saelens            |         |
| 1958             | Roger Baens            | Julien Pascal         | Daniel Denys              |         |
| 1959             | Arthur Decabooter      | René Vanderveken      | Gerrit Voorting           |         |
| 1960             | Jozef Schils           | Clément Roman         | Herman Cornelis           |         |
| 1961             | Frans Schoubben        | Henri De Wolf         | Henri Van Den Bossche     |         |
| 1962             | Jozef Schils           | Willy Bocklant        | Francesco Miele           |         |
| 1963             | Jean-Baptiste Claes    | Hugo Hellemans        | Arnould Flecy             |         |
| 1964             | Clément Roman          | Eric De Roose         | Emile Moentjens           |         |
| 1965             | Frans Aerenhouts       | Léon Lenaers          | Roger Seghers             |         |
| 1966             | Jo de Roo              | Roger Baguet          | Roger Cooreman            |         |
| 1967             | Roland Van De Rijse    | Jacques Guiot         | Gustaaf De Smet           |         |
| 1968             | Frans Melckenbeeck     | Leopold Van den Neste | Théo Mertens              |         |
| 1969             | Willy Van Den Eynde    | Roland Callewaert     | Jacques Zwaenepoel        |         |
| 1970             | Fernand Hermie         | Jacques Zwaenepoel    | Willy Van Neste           |         |
| 1971             | Albert Van Vlierberghe | Edward Janssens       | Guido Reybrouck           |         |
| 1972             | Herman Van Springel    | Noël Vantyghem        | Dirk Baert                |         |
| 1973             | Maurice Dury           | Phil Bayton           | José De Cauwer            |         |
| 1974             | André Dierickx         | Jean-Pierre Berckmans | Eddy Verstraeten          |         |
| 1975             | Jan Raas               | Marcel Laurens        | Willy Van Neste           |         |
| 1976             | Willem Peeters         | Eddy Merckx           | Willy Scheers             |         |
| 1977             | Herman Vrijders        | André Delcroix        | Ronny Bossant             |         |
| 1978             | Daniel Willems         | Walter Godefroot      | Rudy Colman               |         |
| 1979             | Pol Verschuere         | Eric Van De Wiele     | Herman Van Springel       |         |
| 1980             | Etienne Van der Helst  | Ludo Peeters          | Guido Van Sweevelt        |         |
| 1981             | Gery Verlinden         | Dirk Heirweg          | Mario Mariotti            |         |
| 1982             | Rudy Colman            | Eddy Vanhaerens       | Eric Van De Wiele         |         |
| 1983             | Mario Mariotti         | Ludo De Keulenaer     | Jacques Hanegraaf         |         |
| 1984             | Luc Colijn             | Alain De Roo          | Ferdinand Van Den Haute   |         |
| 1985             | Raoul Bruyndonckx      | Dirk De Wolf          | Philippe Deleye           |         |
| 1986             | Patrick Cocquyt        | Dirk Durant           | Filip Van Vooren          |         |
| 1987             | Nico Verhoeven         | Michel Vermote        | Luc Roosen                |         |
| 1988             | Chris Scharmin         | Frans Maassen         | Carlo Bomans              |         |
| 1989             | Gino Van Hooydonck     | Johnny Dauwe          | Marc Sprangers            |         |
| 1990             | Marco van der Hulst    | Sammie Moreels        | Chris Scharmin            |         |
| 1991             | Peter De Clercq        | Corneille Daems       | Frans Maassen             |         |
| 1992             | Marc Dierickx          | Rik Van Slycke        | Hendrik Redant            |         |
| 1993             | Pierre Herinne         | Peter Naessens        | Scott Sunderland          |         |
| 1994             | Marc Wauters           | Wim Omloop            | Danny Nelissen            |         |
| 1995             | Hendrik Redant         | Niko Eeckhout         | Raymond Meijs             |         |
| 1996             | Chris Peers            | Peter Van Petegem     | Peter Naessens            |         |
| 1997             | Frank Høj              | Dany Baeyens          | Jo Planckaert             |         |
| 1998             | Paul Van Hyfte         | Chris Peers           | Bart Heirewegh            |         |
| 1999             | Etienne De Wilde       | Gert Vanderaerden     | Wilfried Peeters          |         |
| 2000             | Michel Vanhaecke       | Dave Bruylandts       | Serge Baguet              |         |
| 2001             | Jo Planckaert          | Jans Koerts           | Aart Vierhouten           |         |
| 2002             | Matthé Pronk           | Janek Tombak          | Gordon McCauley           |         |
| 2003             | Geert Omloop           | Karsten Kroon         | Wim Vansevenant           |         |
| 2004             | David Kopp             | Kevin Van Impe        | Björn Leukemans           |         |
| 2005             | Thomas Dekker          | Enrico Degano         | Kenny van Hummel          |         |
| 2006             | René Obst              | Gorik Gardeyn         | Ivailo Gabrovski          |         |
| 2007             | Jonas Aaen Jørgensen   | Matthias Friedemann   | Nick Ingels               |         |
| 2008             | Roy Sentjens           | Preben Van Hecke      | Fabio Polazzi             |         |
| 2009             | Niko Eeckhout          | Martin Pedersen       | Cyril Lemoine             |         |
| 2010             | Stefan van Dijk        | Jean-Pierre Drucker   | Jonas Van Genechten       |         |
| 2011             | Svein Tuft             | Willem Wauters        | Adam Blythe               |         |
| 2012             | Matthias Brändle       | Jean-Pierre Drucker   | Wouter Wippert            |         |
| 2013             | Blaž Jarc              | Boris Dron            | Wouter Mol                |         |
| 2014             | Edward Theuns          | Tim De Troyer         | Zico Waeytens             |         |
| 2015             | Kenny Dehaes           | Antoine Demoitié      | Oliver Naesen             |         |
| 2016             | Tim Merlier            | Timothy Dupont        | Marcel Sieberg            |         |
| 2017             | Jasper De Buyst        | Joeri Stallaert       | Kenny Dehaes              |         |
| 2018             | Jérôme Baugnies        | Aimé De Gendt         | Lasse Norman Hansen       |         |
| 2019             | Piotr Havik            | André Greipel         | Christophe Noppe          |         |
| 2020             | suspesa                | suspesa               | suspesa                   | suspesa |
| 2021             | Danny van Poppel       | Niccolò Bonifazio     | Luca Mozzato              |         |
| 2022             | Arnaud De Lie          | Arnaud Démare         | Jasper De Buyst           |         |
| 2023             | Jasper De Buyst        | Alexander Kristoff    | Lionel Taminiaux          |         |
| 2024             | suspesa                | suspesa               | suspesa                   | suspesa |